# Leuctra rhodoica
Leuctra rhodoica är en bäcksländeart som beskrevs av Isabel Pardo och Peter Zwick 1993. Leuctra rhodoica ingår i släktet Leuctra och familjen smalbäcksländor. Inga underarter finns listade i Catalogue of Life.